# Zigoitia
Zigoitia en basque ou Cigoitia en espagnol est une commune d'Alava, dans la communauté autonome du Pays basque en Espagne.

## Hameaux
La commune comprend les hameaux suivants :
- Acosta-Okoizta, concejo ;
- Apodaka, concejo ;
- Berrikano, concejo ;
- Buruaga, concejo ;
- Eribe, concejo ;
- Etxabarri Ibiña, concejo ;
- Etxaguen, concejo ;
- Gopegi, concejo ;
- Larrinoa ;
- Letona, concejo ;
- Manurga, concejo ;
- Mendarozketa, concejo ;
- Murua, concejo ;
- Olano, concejo ;
- Ondategi, concejo, chef-lieu de la commune ;
- Zaitegi, concejo ;
- Zestafe, concejo.